# Audi Q8 e-tron
Audi Q8 e-tron (ранее Audi e-tron GE до 2022 года) —  полностью электрический среднеразмерный кроссовер производства Audi AG. Первый серийный электромобиль компании. Поступил в продажу в 2019 году. В 2022 году автомобиль был модернизирован и переименован в Audi Q8 e-tron (заряженная версия называется SQ8 e-tron) как в обычном кузове, так и в кузове Sportback, поскольку Audi расширяет линейку электромобилей e-tron. Представлен на рынке параллельно с неродственным Audi Q8 с двигателем внутреннего сгорания с тем же названием. Летом 2024 года Audi  объявила, что досрочно прекратит выпуск электрокроссоверов Q8 e-tron и Q8 Sportback e-tron из-за низкого спроса, а завод в Брюсселе, где производились модели, выставлен на продажу.

## Галерея

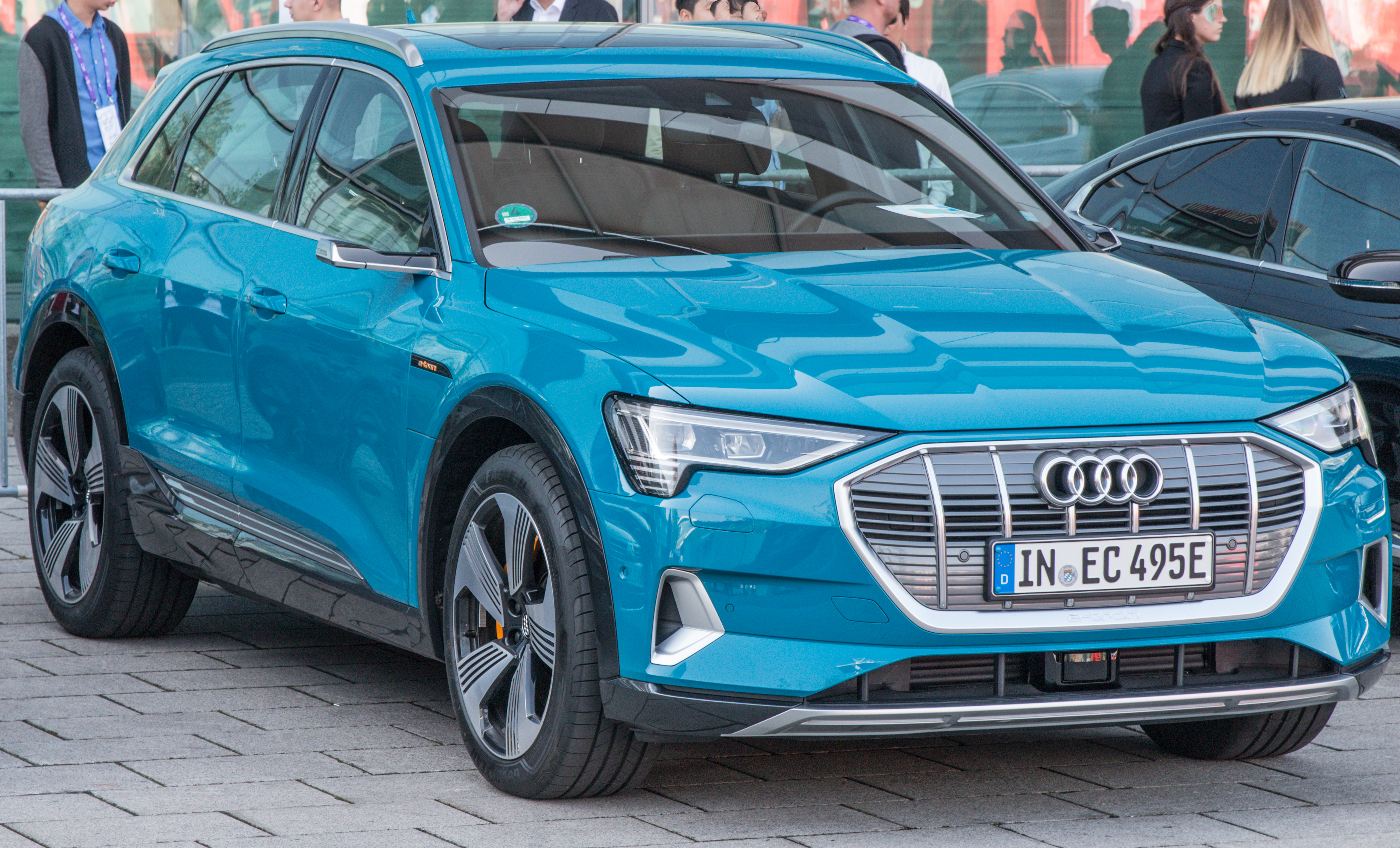
Фронт
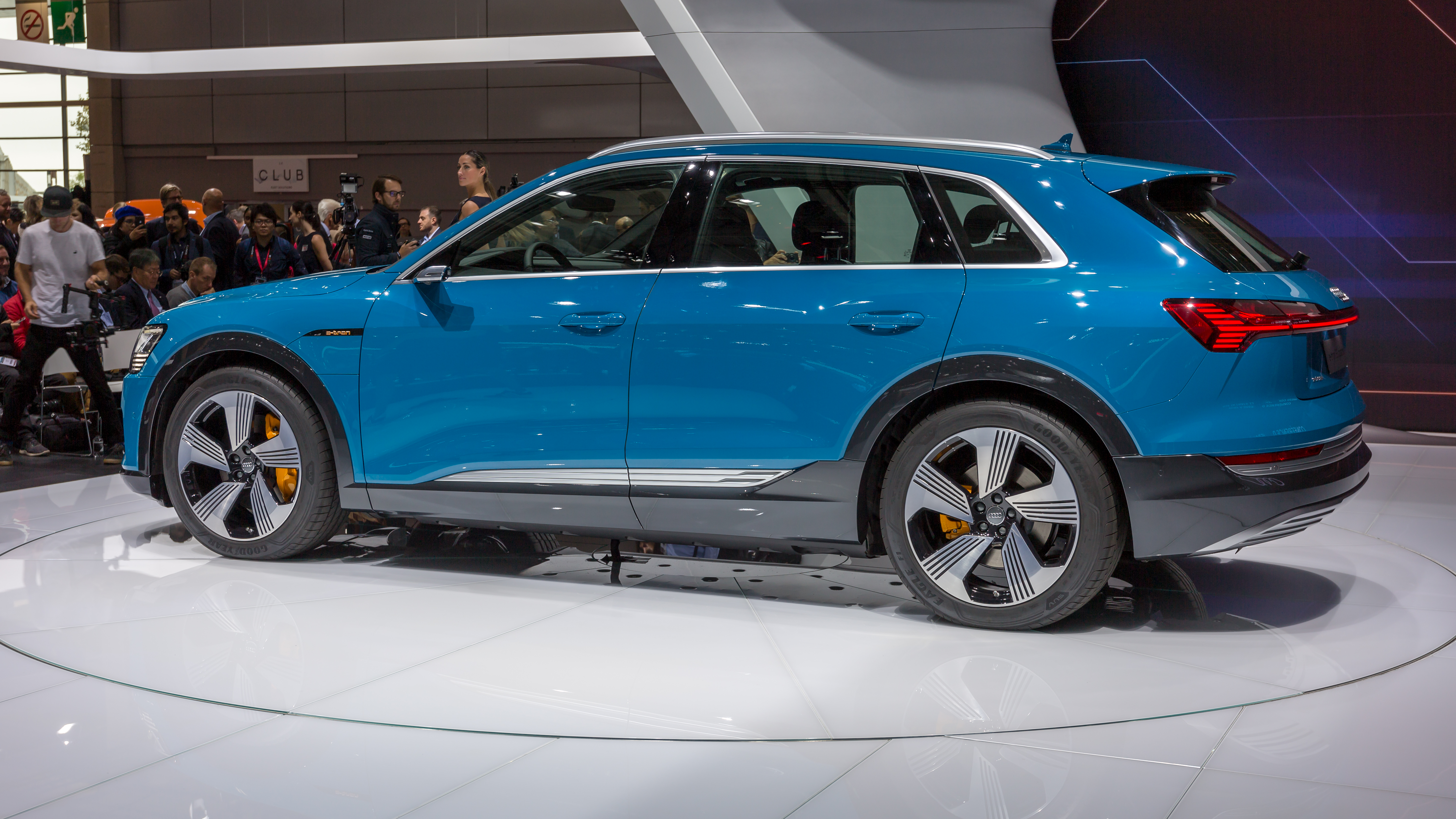
Борт
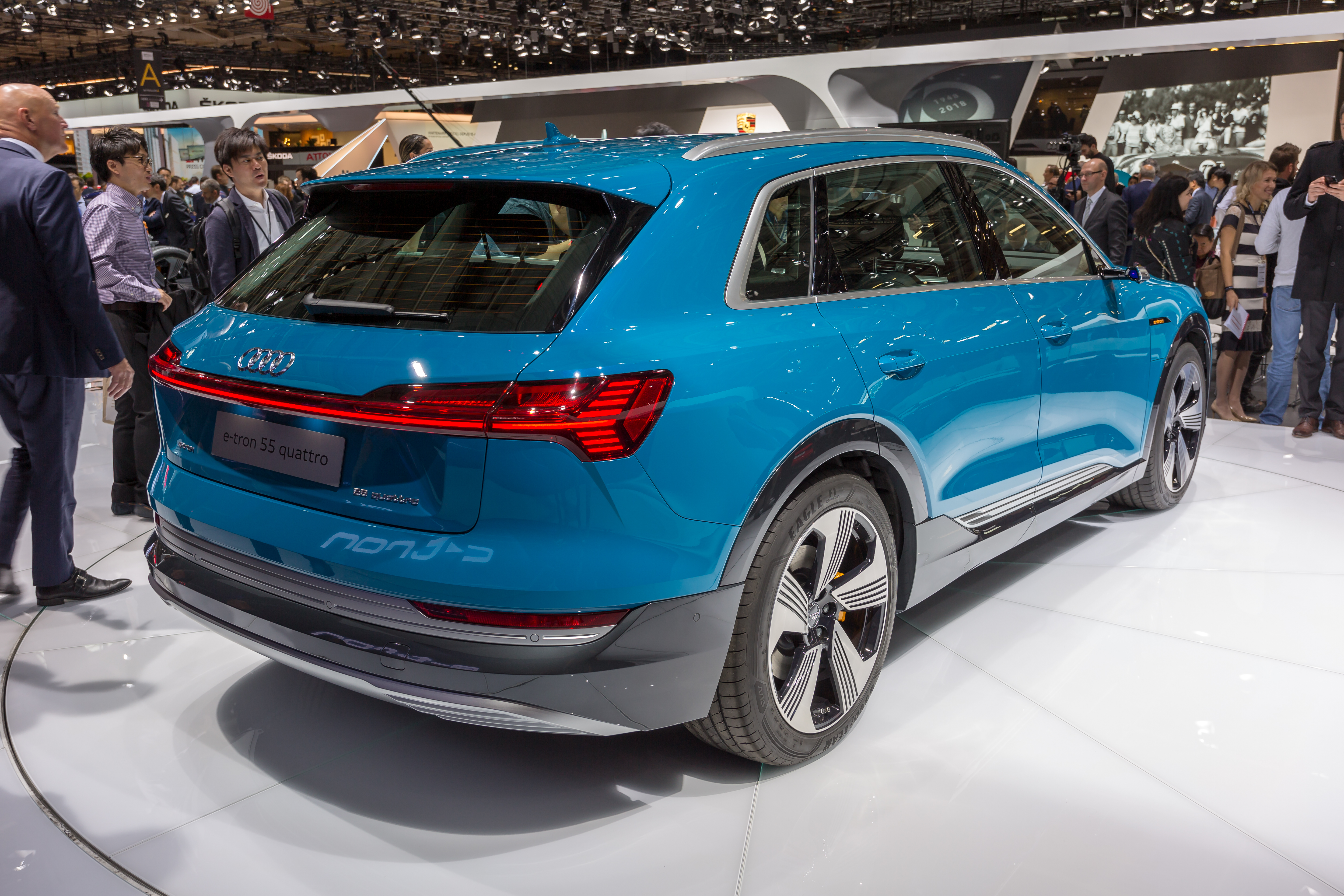
Корма
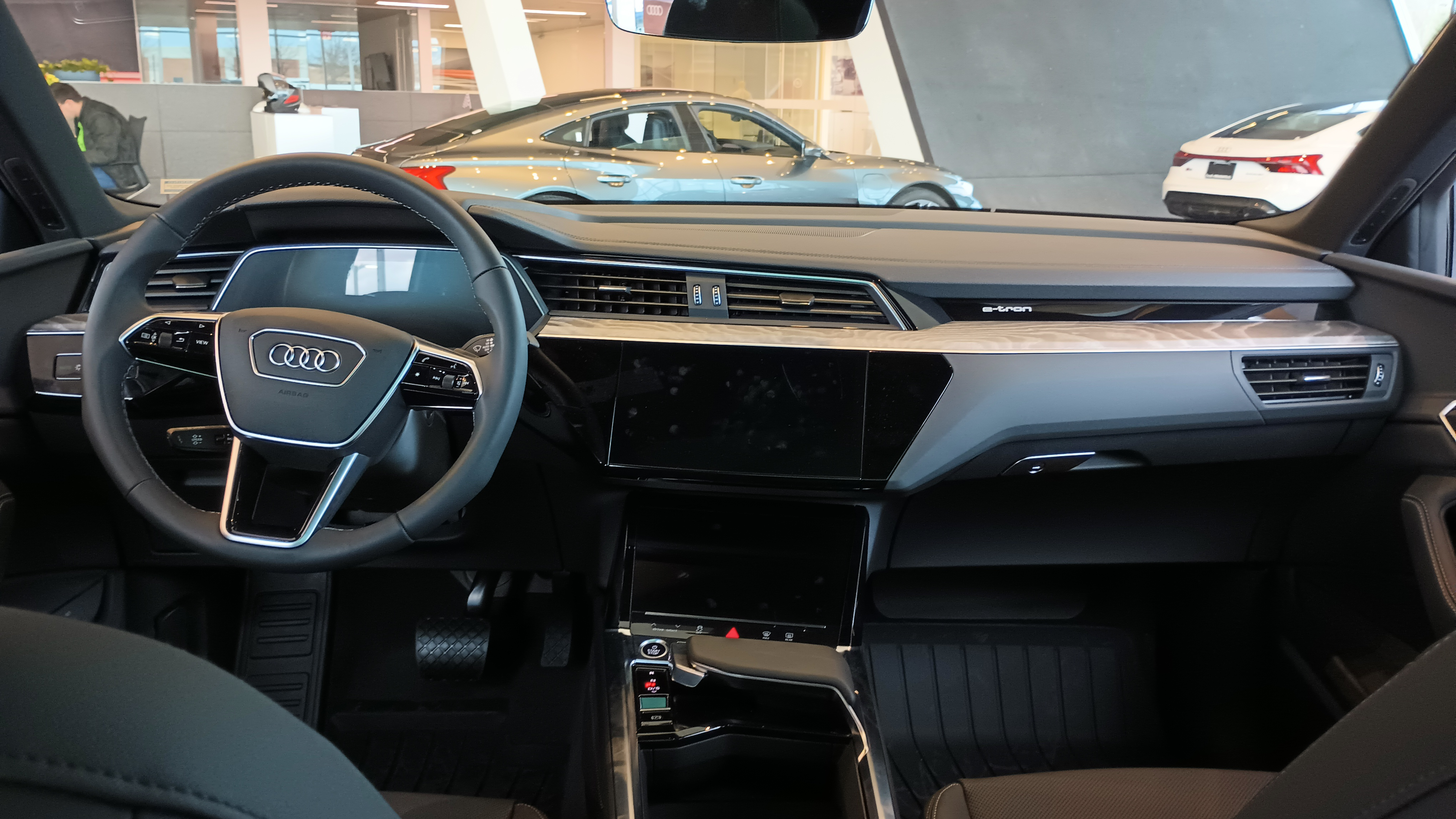
Интерьер
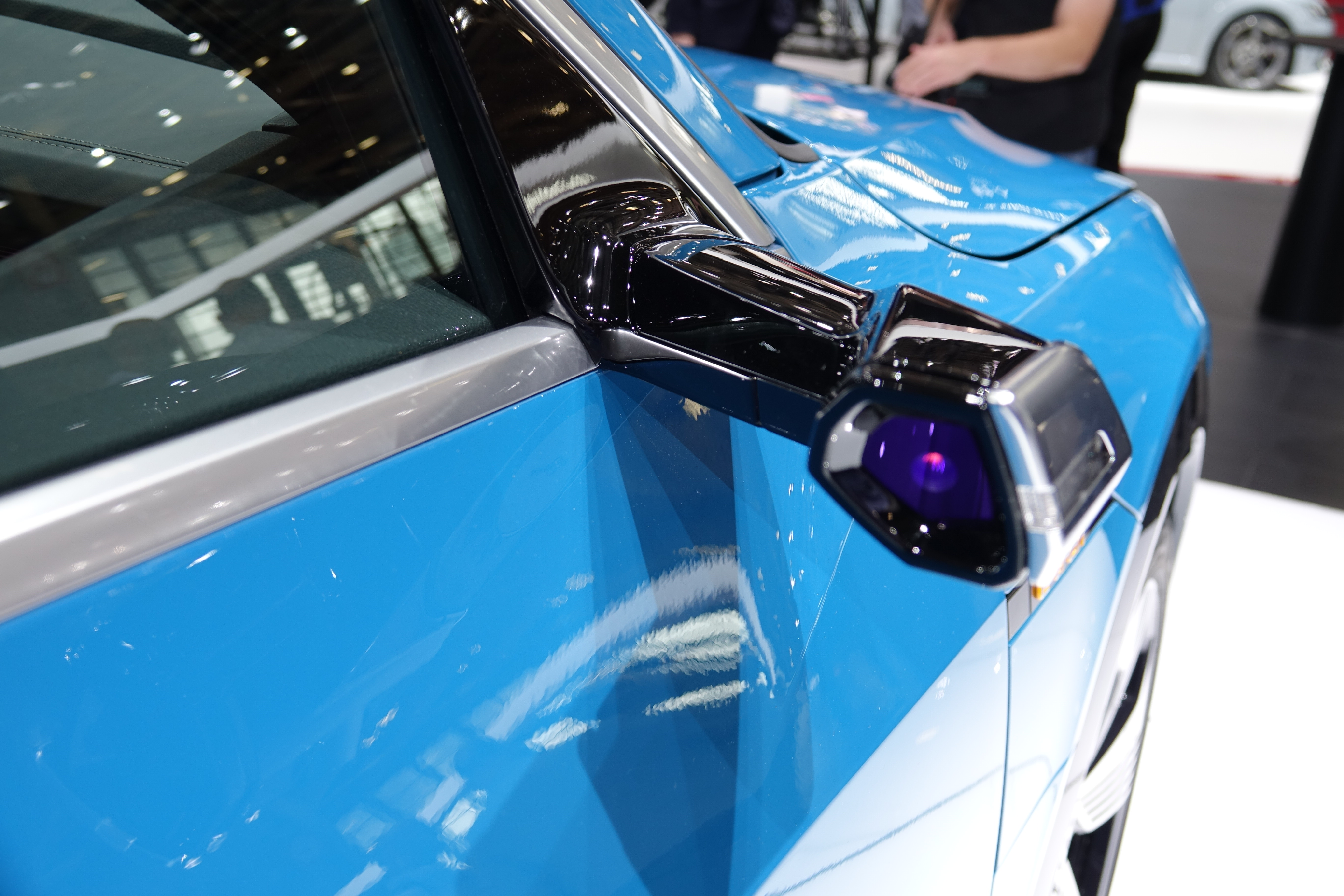
Камера заднего видаКамера заднего вида
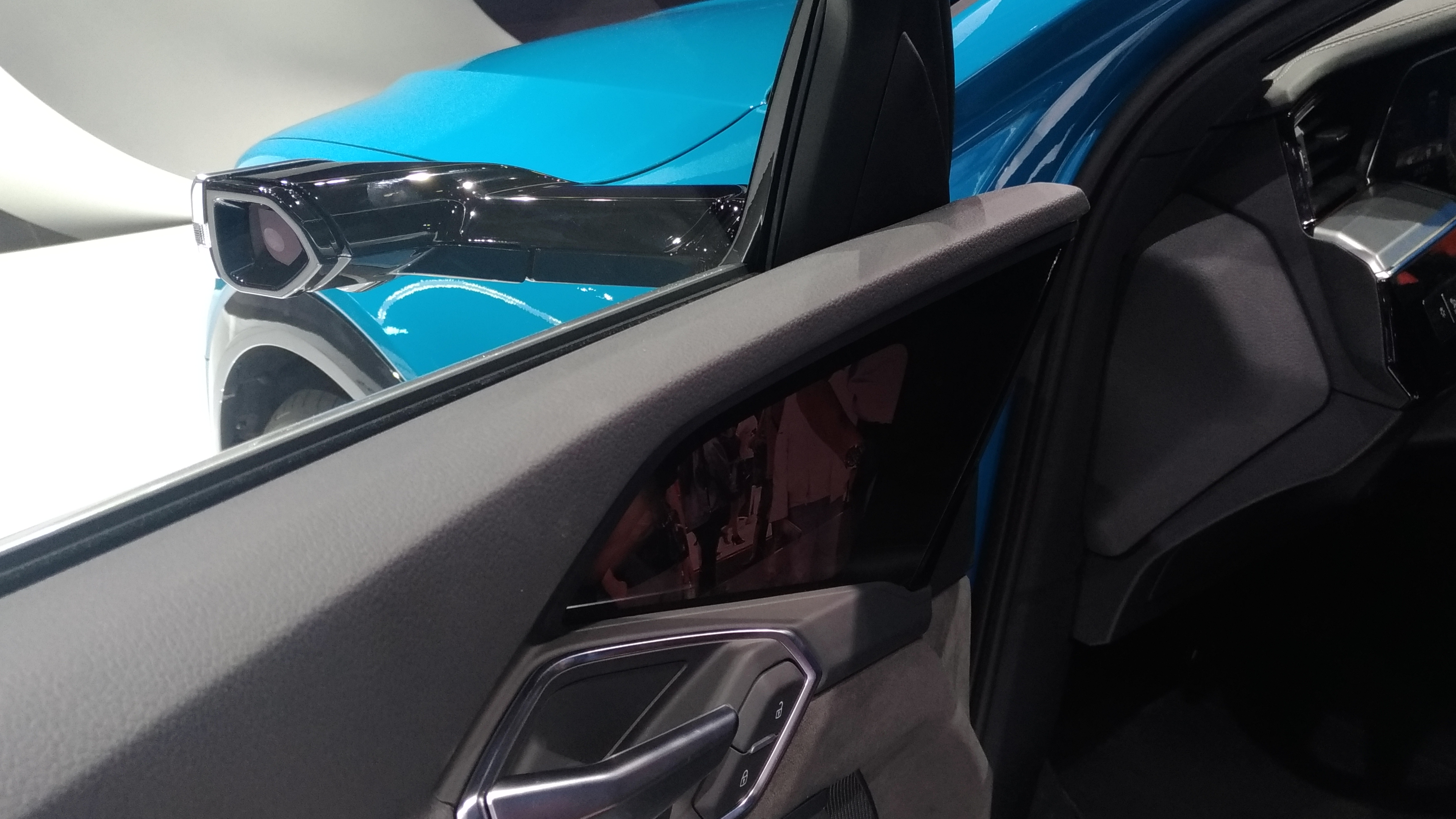
Экран камеры заднего вида
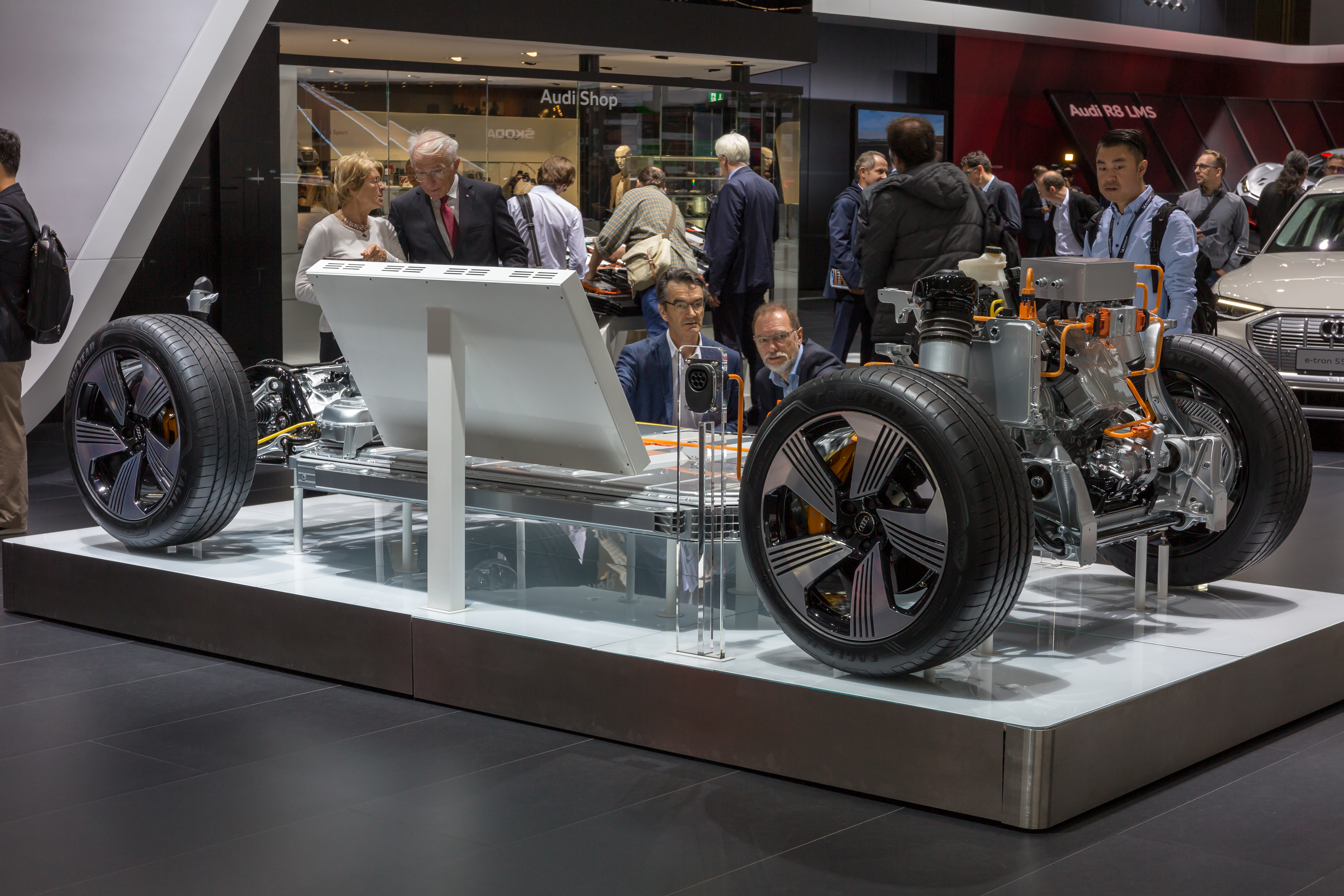
Платформа
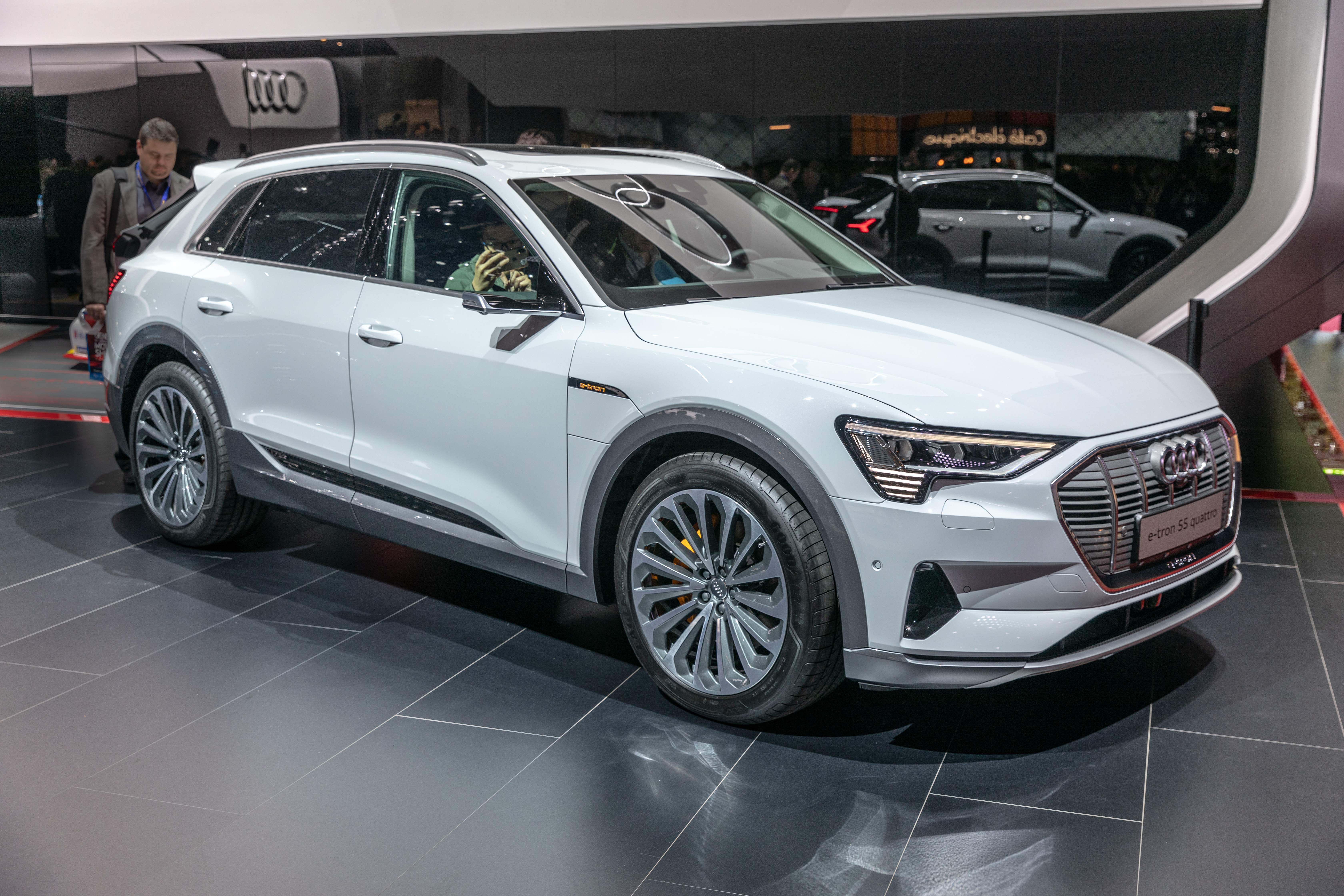
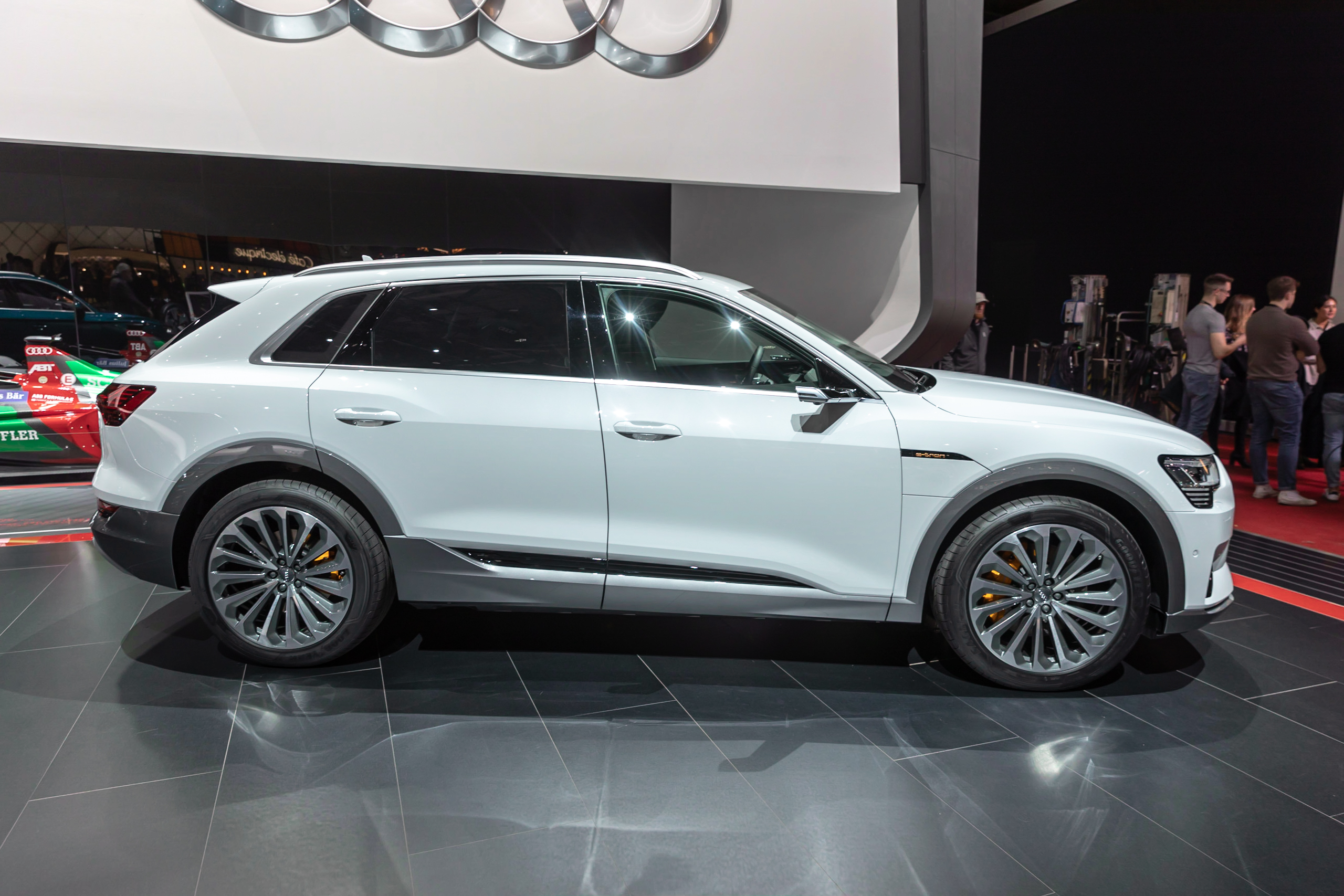
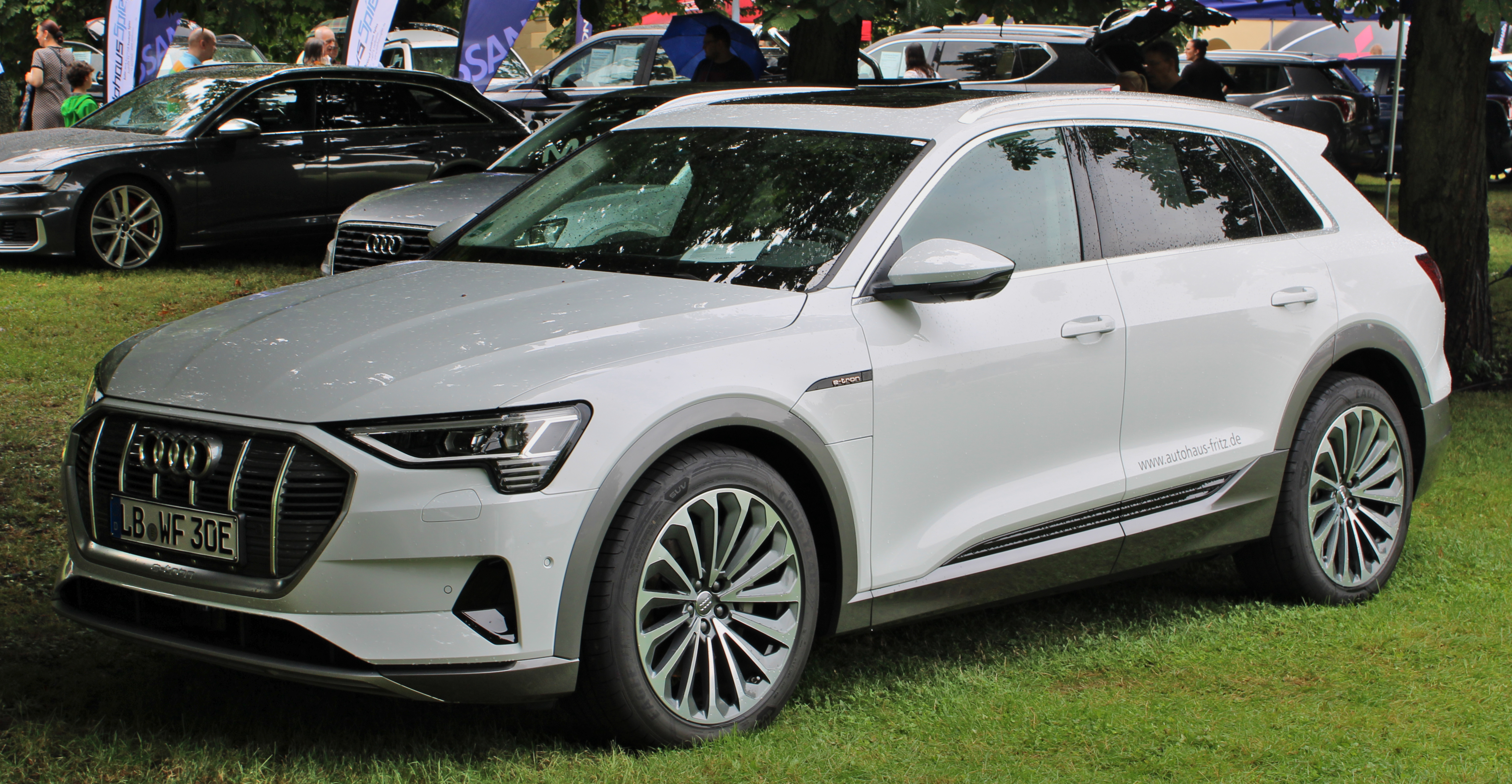

## История
Первый серийный автомобиль е-trone был представлен изначально в качестве концепткара под названием Audi e-tron 55 Quattro на  Франкфуртском автосалоне 2015 года. Вместе с ним в этом же кузове был представлен Audi H-Tron Quattro (2015 г.) с водородной версией двигателя на основе электрохимического генератора. 
В Норвегии e-tron был самым продаваемым автомобилем или грузовиком любого типа в октябре 2019 года. В ноябре 2019 года он занял 3-е место.  Он также был самым продаваемым автомобилем или грузовиком любого типа в Норвегии в 2020 году, обогнав Tesla Model 3.
В Нидерландах e-tron был вторым по частоте регистраций автомобилем среди всех типов в декабре 2019 года. 
В 2020 году правительство Новой Зеландии начало закупать e-tron в качестве официальных правительственных автомобилей.
Audi приостановила производство e-tron в феврале 2020 года из-за проблем с цепочкой поставок, включая проблемы с достаточным количеством батарей для e-tron.  Производство возобновилось в начале мая. 
В 2022 году Audi объявила, что обновлённый e-tron будет переименован в Audi Q8 e-tron (не имеющий отношения к существующему Audi Q8 ), который был представлен 9 ноября 2022 года.
Компания Audi намерена в 2025 досрочно прекратить выпуск электрического кроссовера Q8 e-tron и его купеобразного варианта Q8 Sportback e-tron в связи с падением спроса на эти модели. В компании заявляют, что этот шаг является результатом глобального снижения заказов в сегменте премиальных электромобилей.

## Концепт

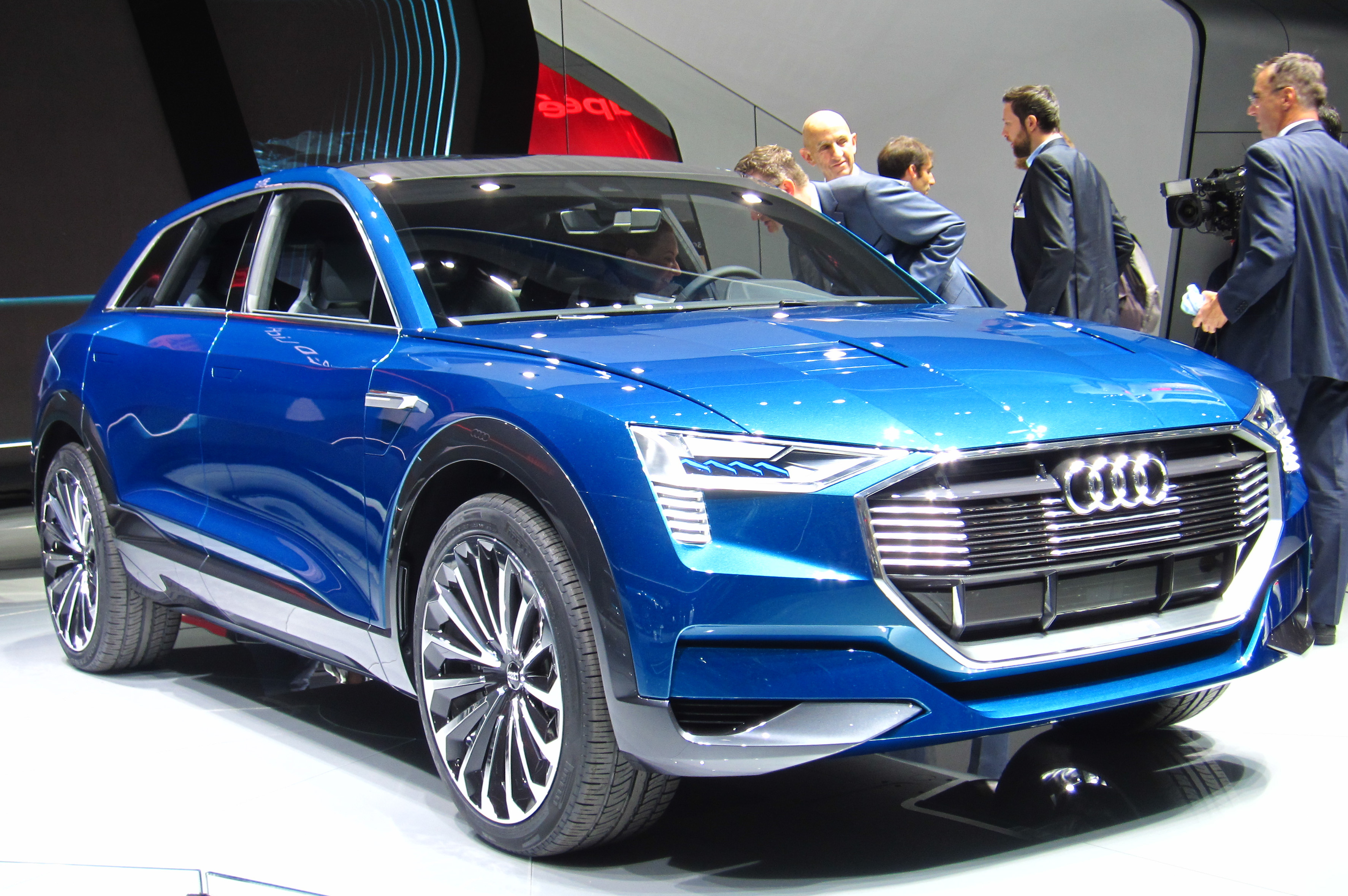
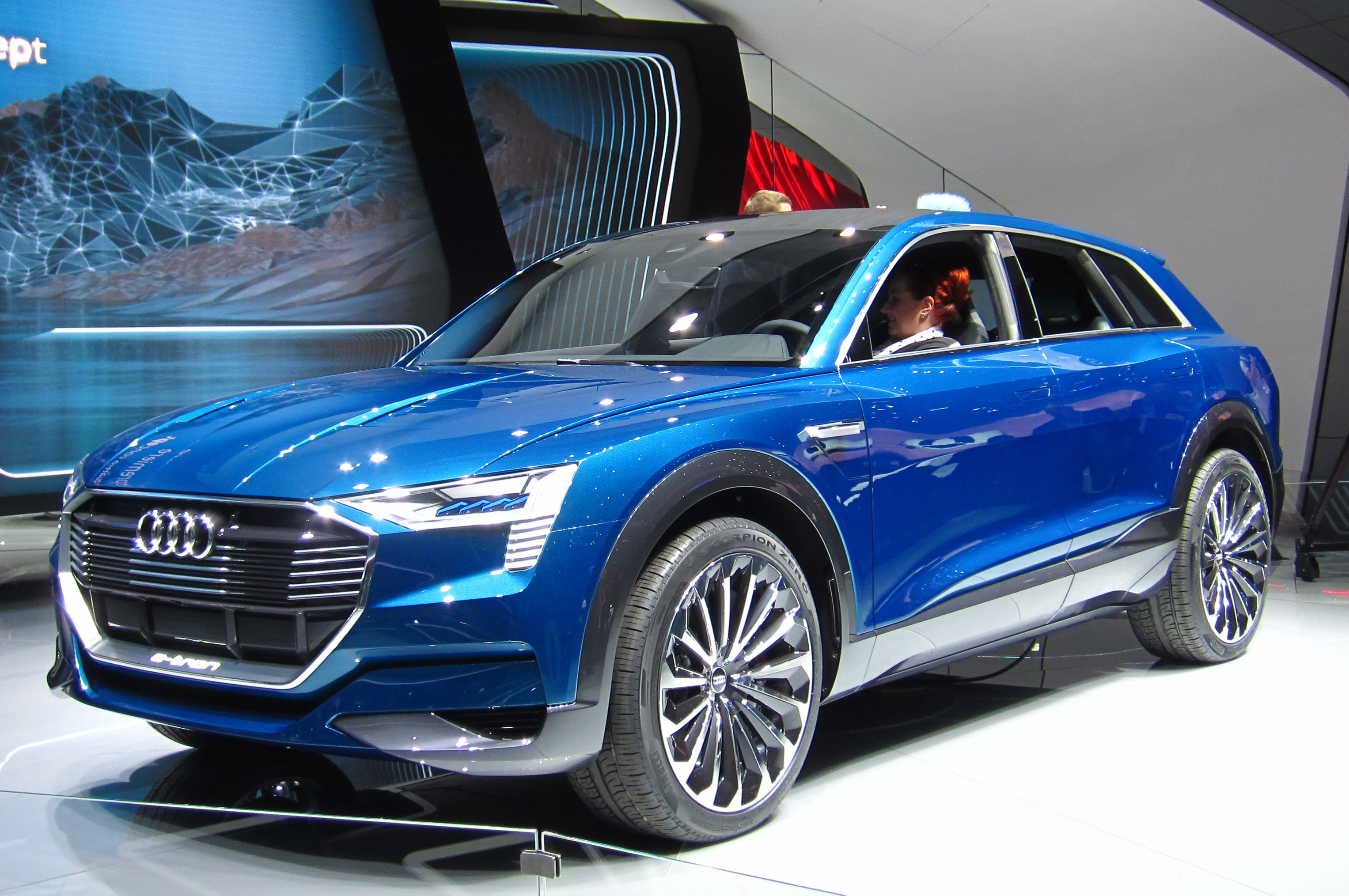
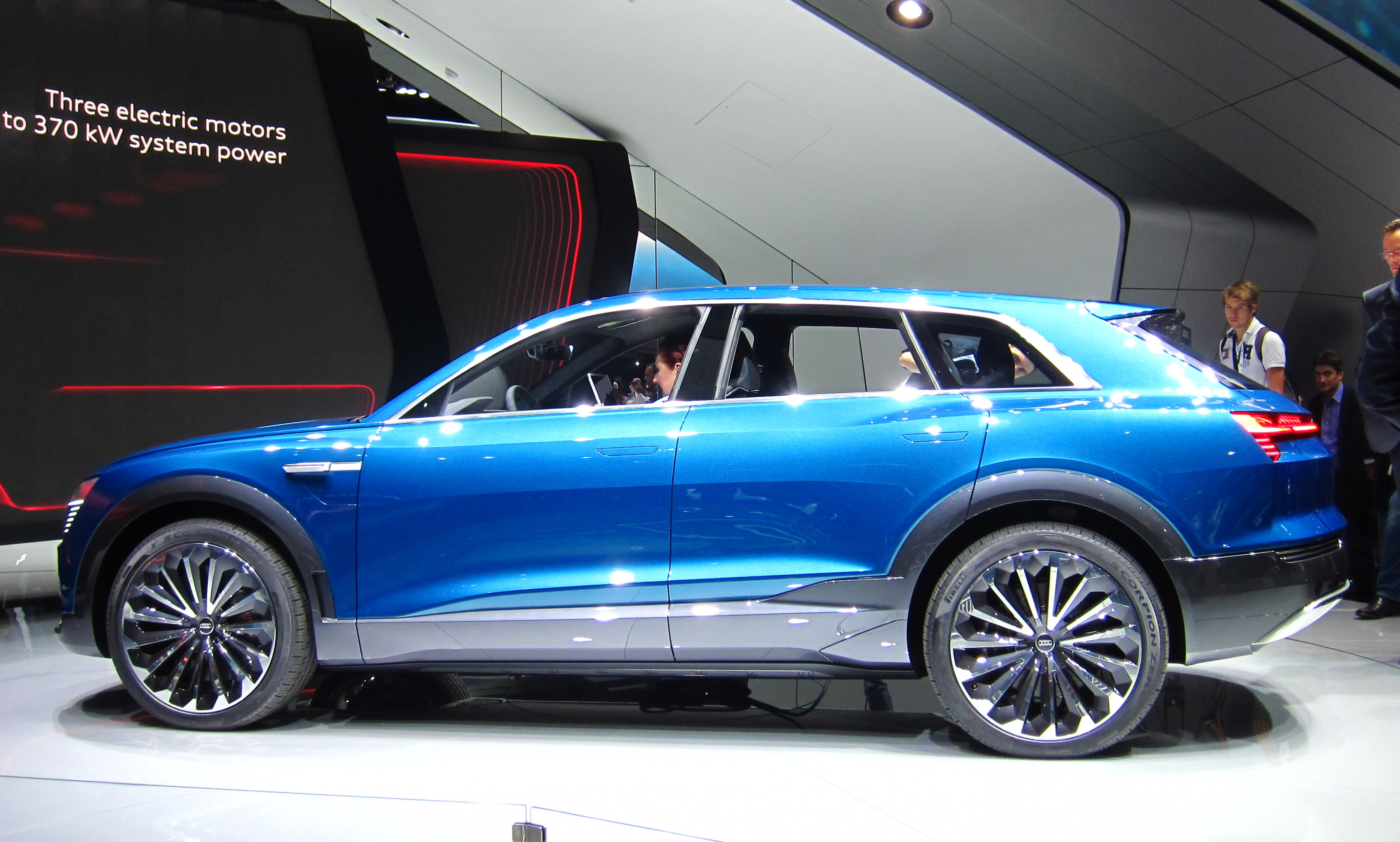
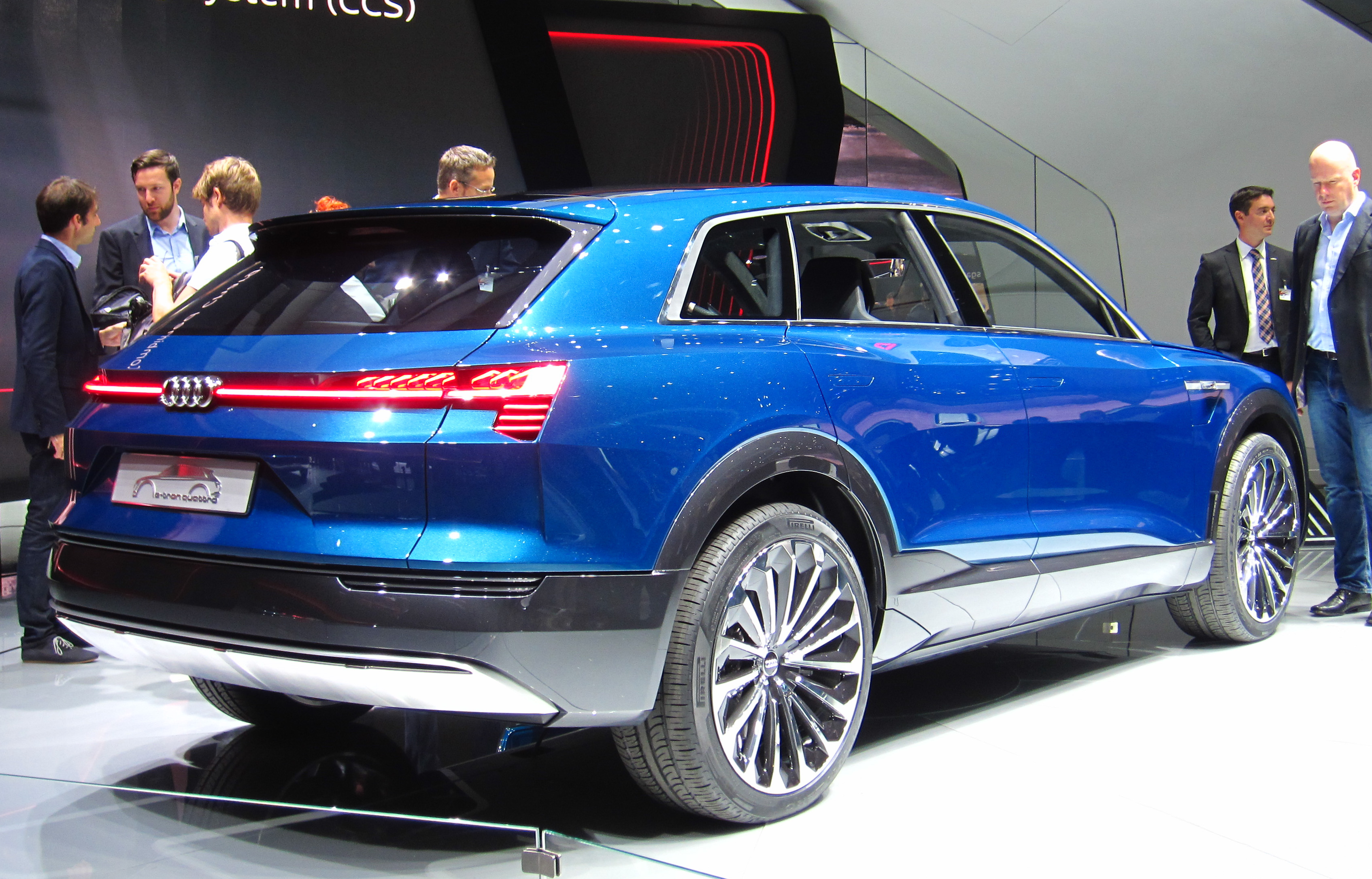
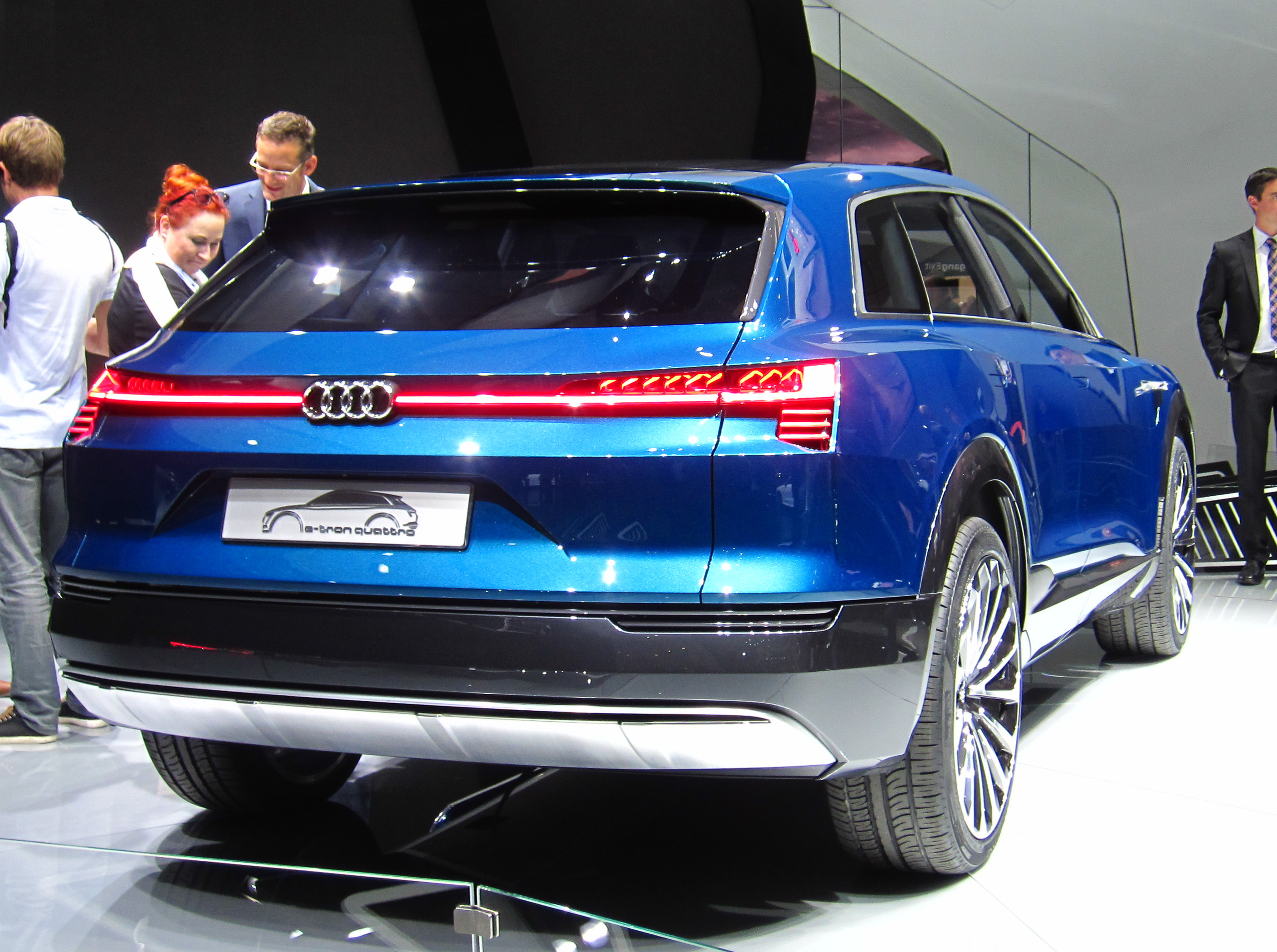
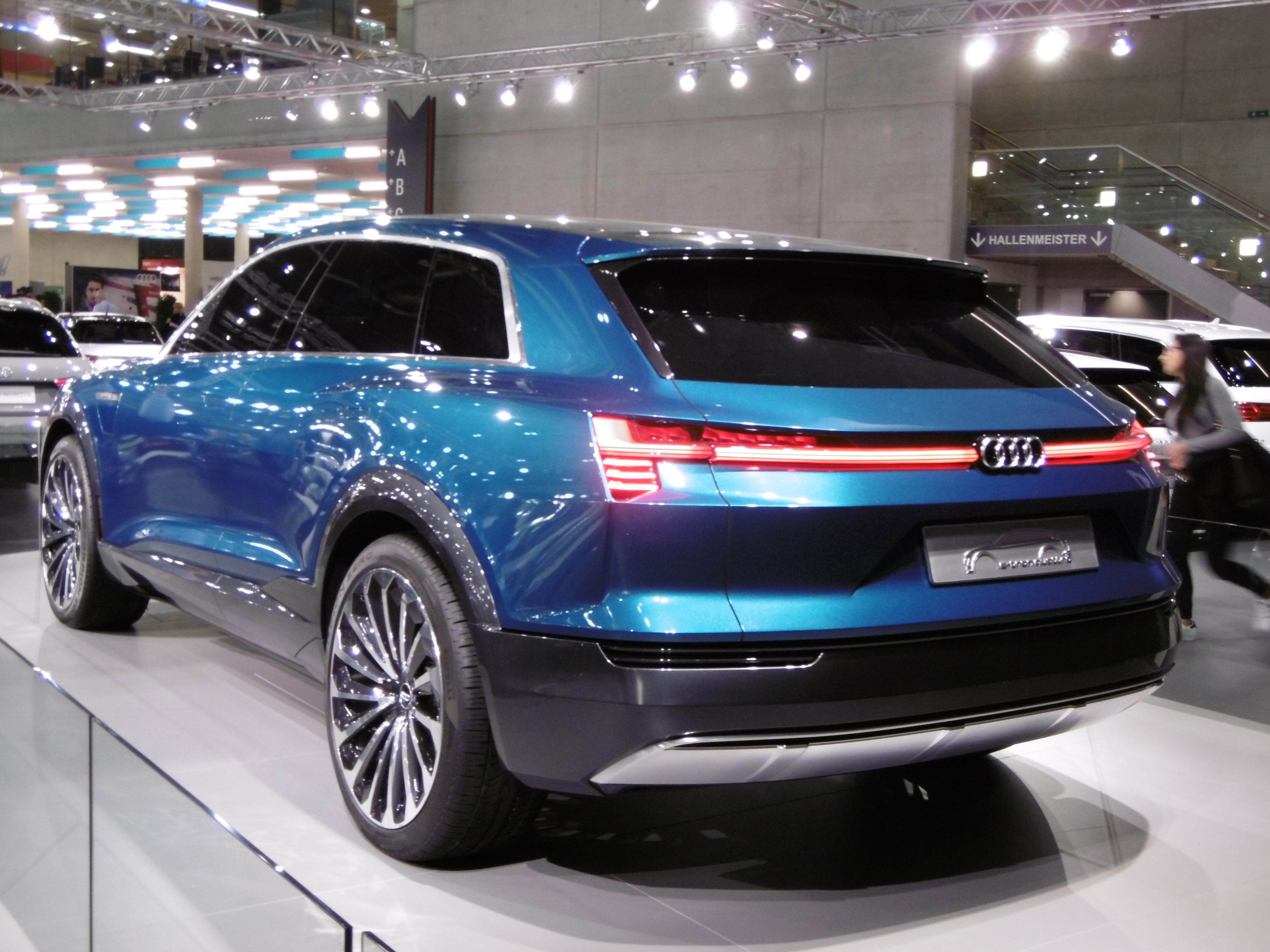
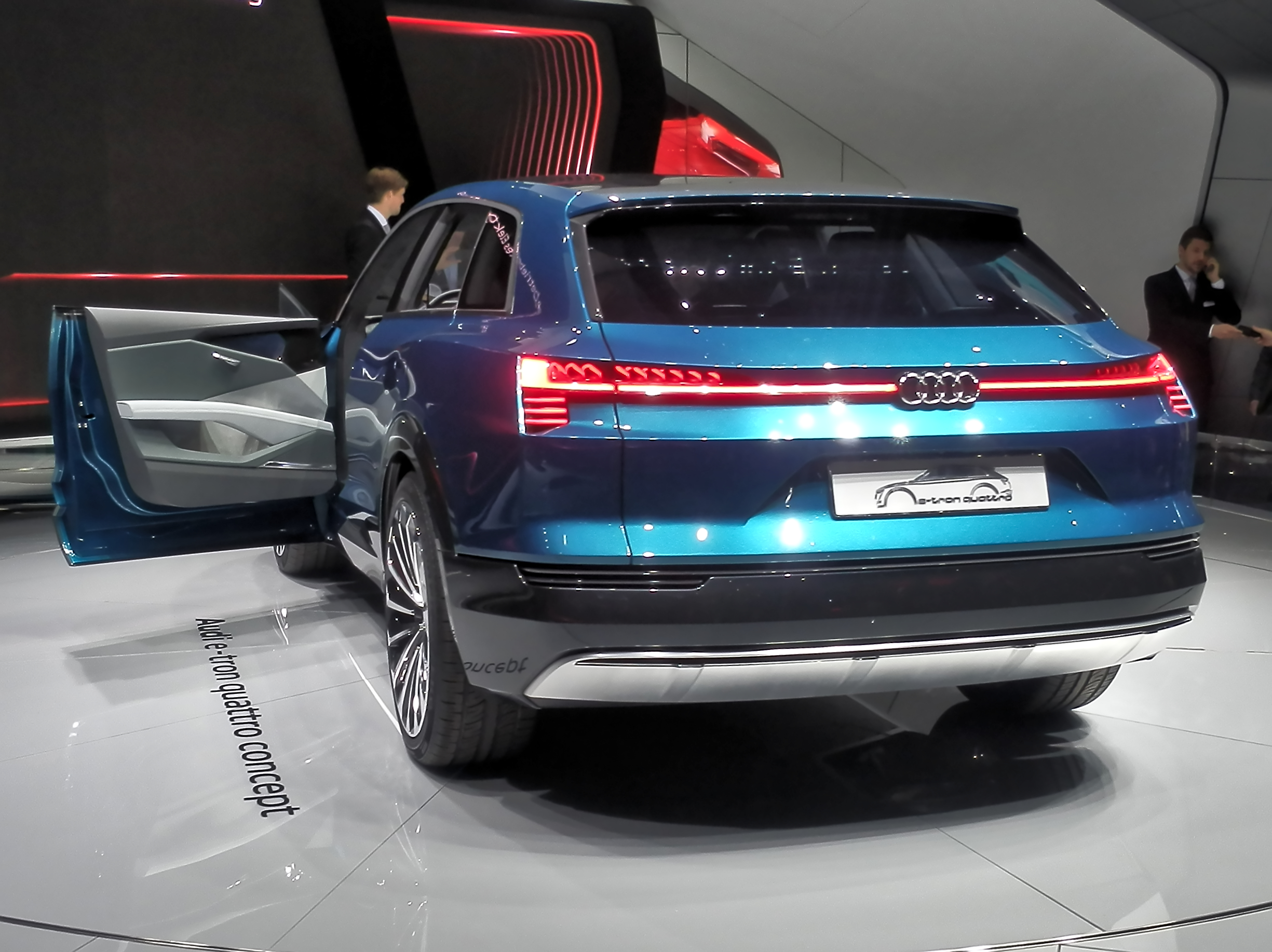
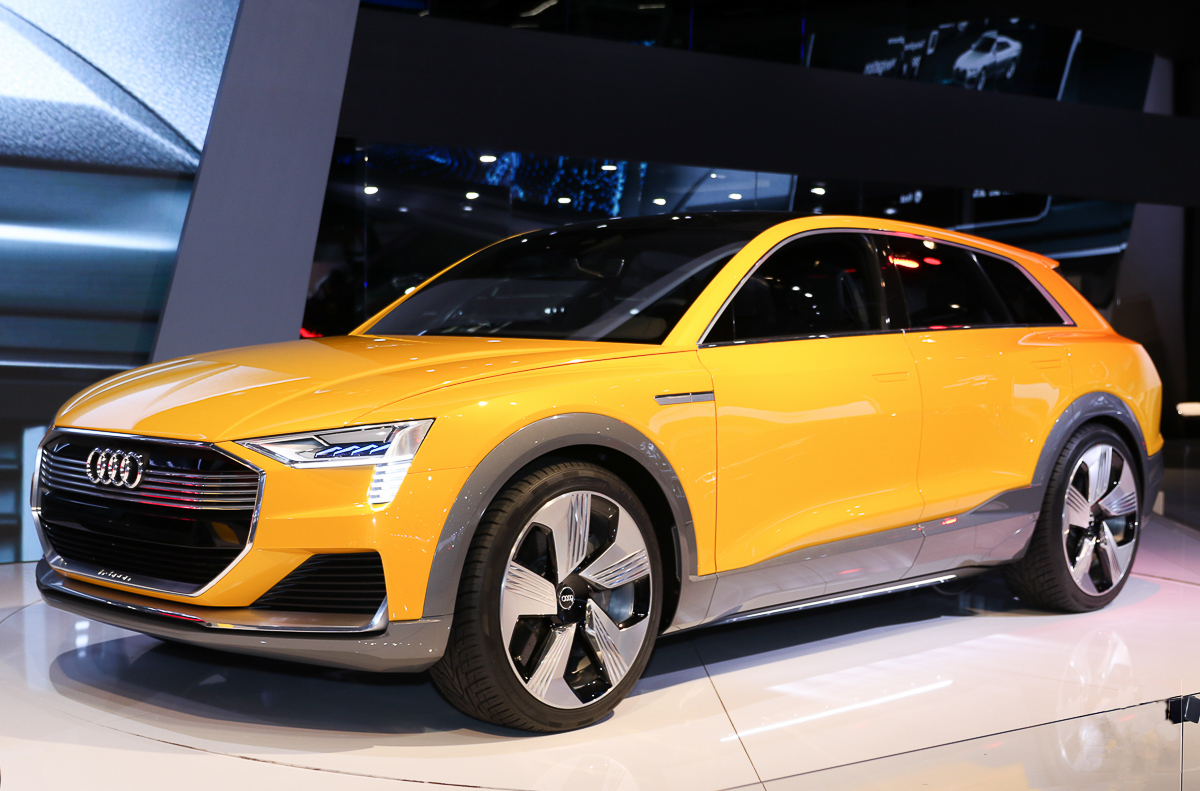

## Техническое описание и характеристики
Audi e-tron питается от аккумуляторной батареи 95 кВтч, которая сможет заряжаться на 80% примерно за 30 минут при использовании быстродействующих зарядных устройств мощностью в 150 кВт. Для зарядки на дому есть стандартное зарядное устройство на 11 кВт, которое заряжает его в течение 8,5 часов, в качестве дополнительной опции есть зарядное устройство использующее 22 кВт. Штекер зарядки находится на левом боку около передней двери.
| Параметр                    | Значение | Доп.инф.                                                                                          |
| --------------------------- | --- | ------------------------------------------------------------------------------------------------- |
| Емкость и тип аккумуляторов | литиевый с радиаторным охлаждением 95 кВт/ч | Высокий саморазряд в морозы.                                                                      |
| Автономность                | До 400 км | Только при снятии ограничений на зарядку , с ограничениями 320                                    |
| Мощность                    | 300 кВт или 408 л.с. | общая мощность двух моторов                                                                       |
| Скорость                    | 200 км/ч | ограничена электроникой                                                                           |
| Разгон                      | 5,5 с до 100 км/ч | -                                                                                                 |
| материалы кузова            | кузов из авиаля на стальном каркасе | используется на всех моделях Ауди за исключением малолитражных                                    |
| Подвеска                    | электропневматическая, независимая | используется на всех моделях Ауди за исключением малолитражных , позволяет регулировать просвет . |
| Полная зарядка              | 220 в : 16 часов / 380 в : 8 часов / Зарядная станция : от 30 минут                                                                                | Не хватает быстрозаменяемых аккумуляторных блоков                                                 |
| Расположение порта зарядки  | Со стороны водителя - Передняя часть(Type 2)/Со стoроны пассажира - Передняя часть(Type 2). Быстрая зарядка: Со стороны водителя - Передняя часть. | Порты зарядки удобно расположены с обоих сторон                                                   |
| Трансмиссия                 | Одноступенчатый редуктор | Дифференциалы адаптированы под поперечный мотор .                                                 |
| Цена                        | В России цена такой машины около 7000000 рублей | Может сильно отличаться от страны к стране                                                        |

Электрический полный привод quattro использует два электродвигателя, один , установленный на передней, и один на задней оси. Вместе эти двигатели имеют общую мощность системы 300 кВт (408 л.с.) и 664 Нм крутящего момента, что позволяет машине разгоняться от 0 до 100 км/ч. за 5,5 секунды и до максимальной скорости 200 км/ч., запас хода составляет 400 км.
Автомобиль использует систему рекуперации энергии, которая в среднем составляет 30% от диапазона. Рекуперация может быть достигнута, когда водитель сбрасывает скорость и нажимает педаль тормоза.
Автомобиль оснащен виртуальными боковыми зеркалами и имеет коэффициент сопротивления 0,27. Дорожный просвет e-tron также значительно ниже, чем у традиционного кроссовера; 1616 мм (63,6 дюйма), это на 43 мм (1,7 дюйма) ниже, чем у Audi Q5. Автомобиль имеет 660 литров загрузочного пространства, на 160 литров больше, чем у Mercedes-Benz EQC, а также 60 литров пространства для хранения спереди.

## e-tron Sportback
В 2019 году на Женевском автосалоне была продемонстрирована купеобразная версия модели под названием Audi e-tron Sportback. Продажи серийных версий начались в 2020 году.

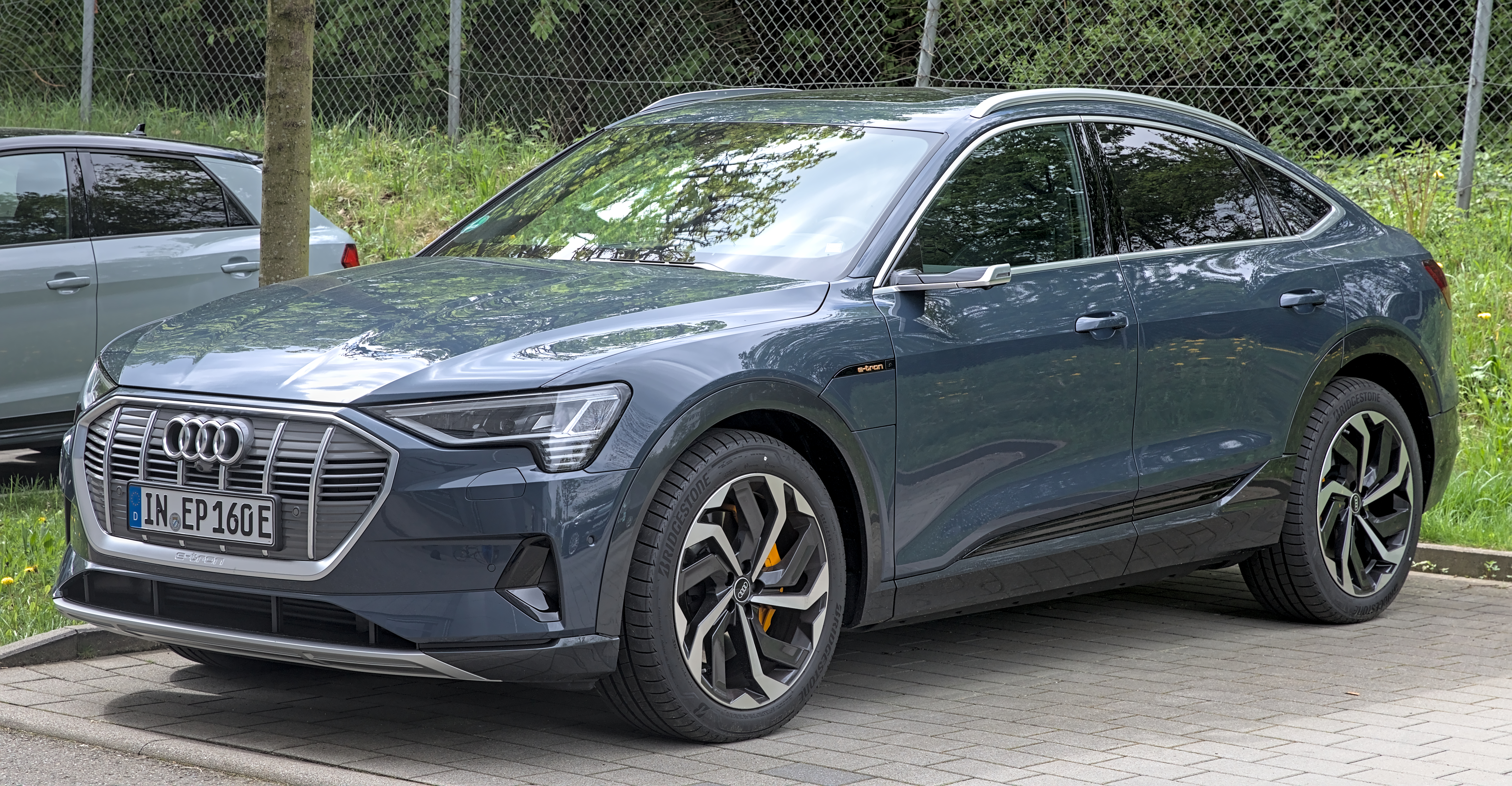
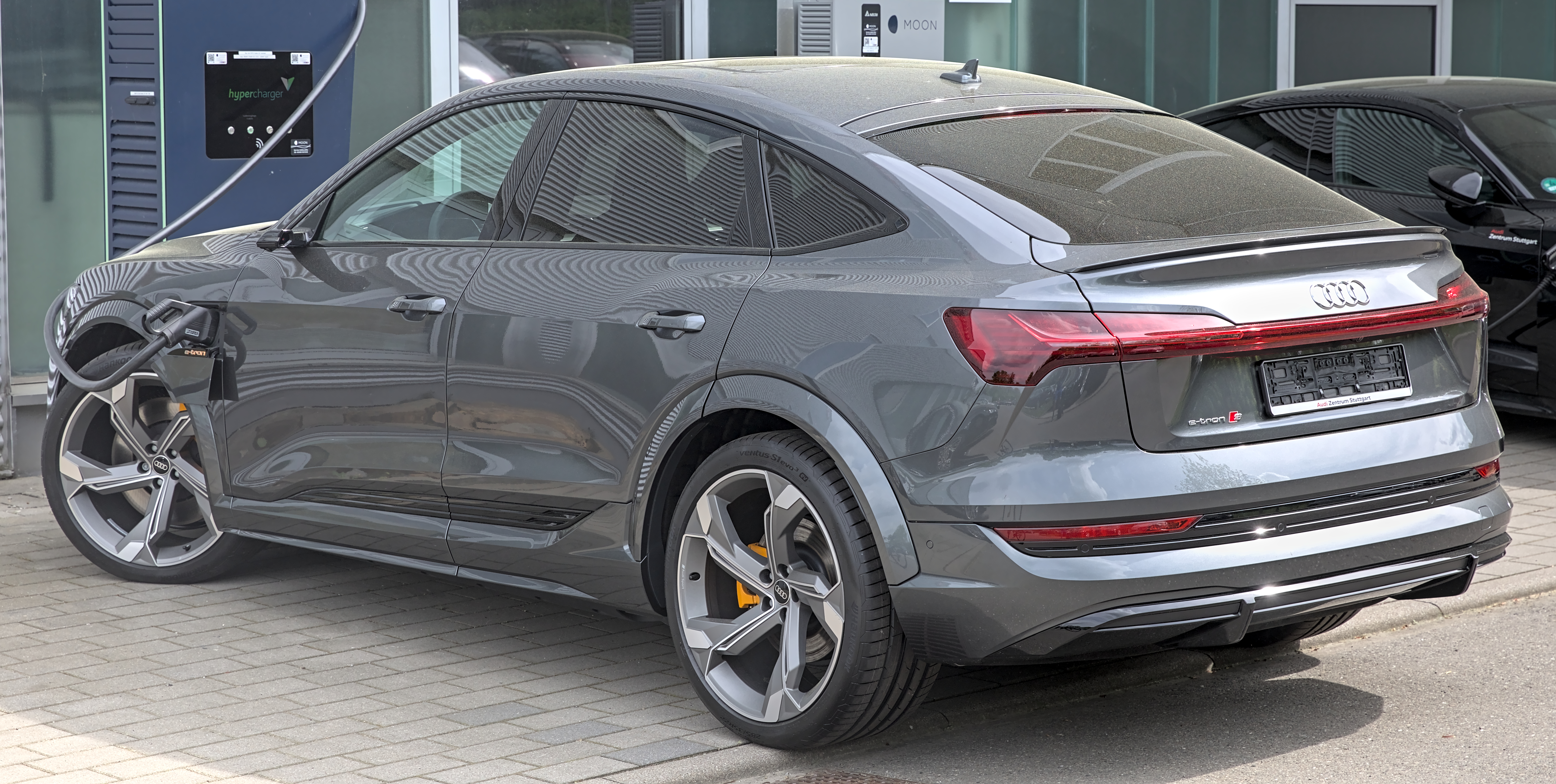
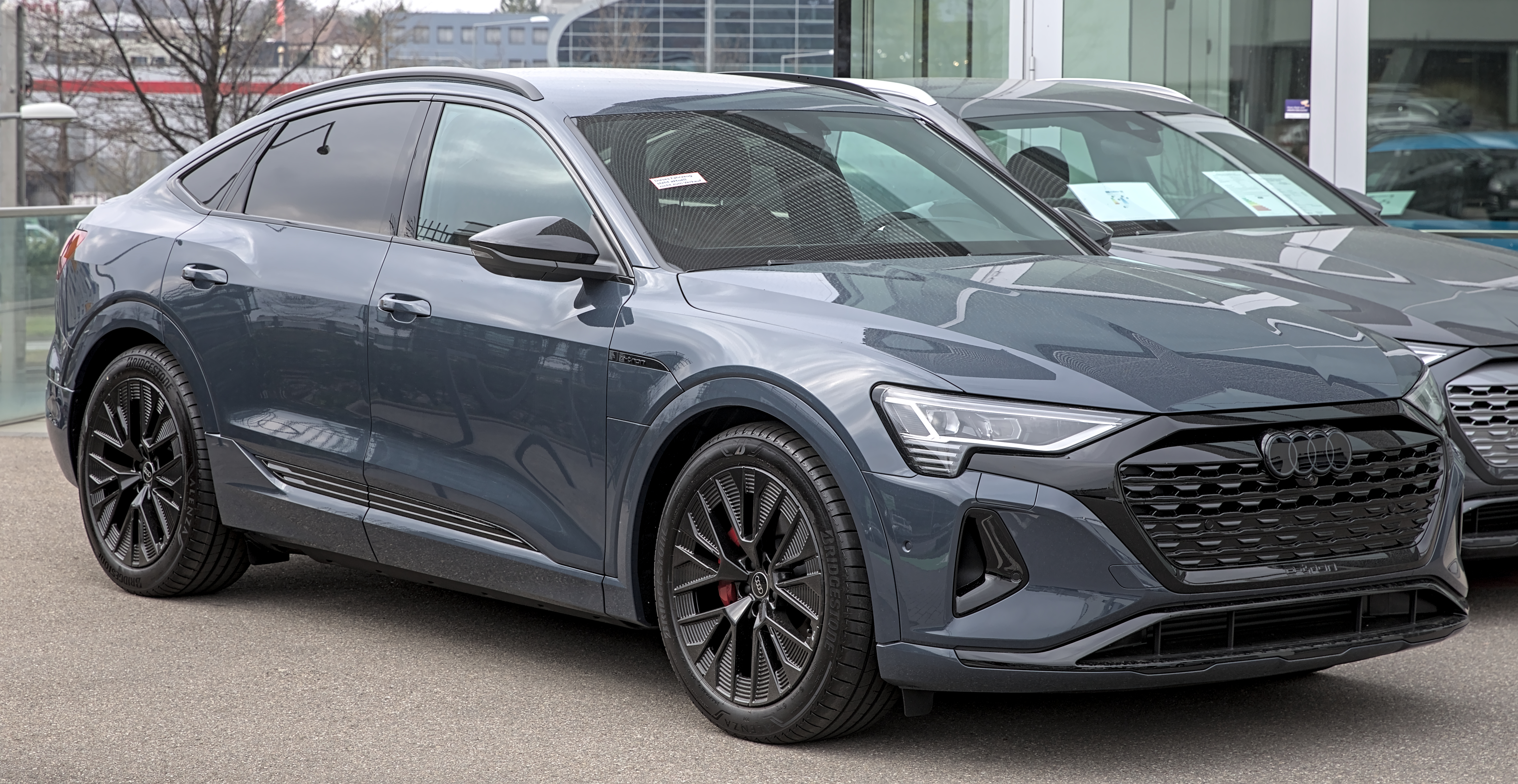
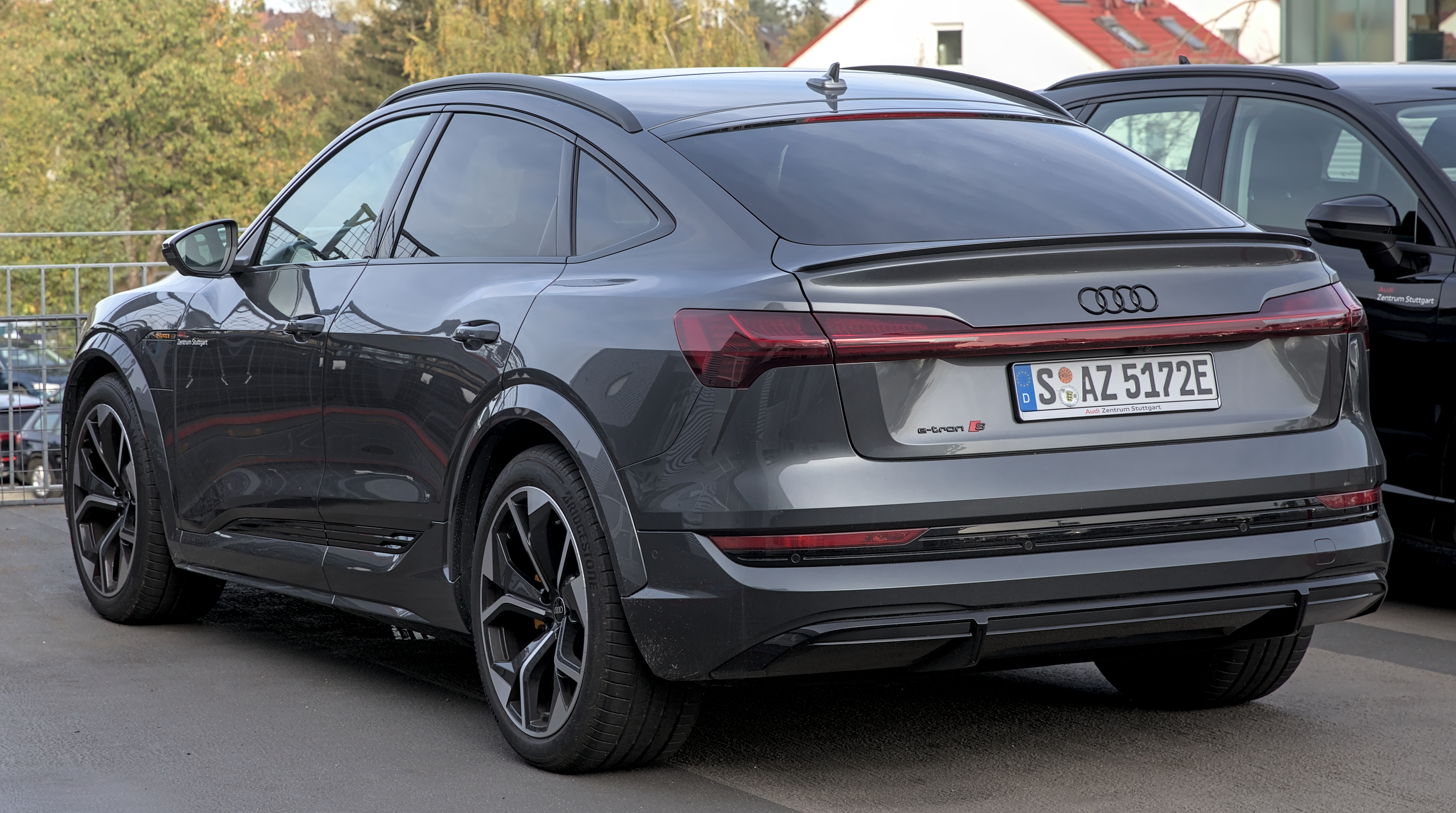